# Iso-Kylmä
Iso-Kylmä este o arie protejată (arie specială de conservare — SAC, sit de importanță comunitară — SCI, arie de protecție specială avifaunistică — SPA) din Finlanda întinsă pe o suprafață de 91 ha, integral pe uscat.

## Localizare
Centrul sitului Iso-Kylmä este situat la coordonatele 62°13′57″N 26°46′26″E / 62.2325°N 26.7739°E.

## Înființare
Situl Iso-Kylmä a fost declarat sit de importanță comunitară în august 1998 pentru a proteja 10 specii de animale. Alte tipuri de protecție:
- arie de protecție specială avifaunistică (în august 1998)[2]
- arie specială de conservare (în aprilie 2015)[1][3][4]

## Biodiversitate
Situată în ecoregiunea boreală, aria protejată conține 3 habitate naturale: Lacuri și iazuri distrofice naturale, Mlaștini turboase de tranziție și turbării mișcătoare, Mlaștini împădurite.
La baza desemnării sitului se află mai multe specii protejate de  păsări (10): rață sulițar (Anas acuta), erete cenușiu (Circus pygargus), lebădă de iarnă (Cygnus cygnus), cocor (Grus grus), Hydrocoloeus minutus, pescăruș râzător (Larus ridibundus), codobatura galbenă (Motacilla flava), corcodel-urechiat (Podiceps auritus), Spatula clypeata, fluierar de mlaștină (Tringa glareola).
Pe lângă speciile protejate, pe teritoriul sitului au mai fost identificate 1 specie de plante.